# Eduardo Euzébio
Eduardo dos Santos Euzébio  (Curitiba, 1995 — Curitiba, 13 de novembro de 2013) foi um ciclista brasileiro. Chegou a fazer parte da Seleção Brasileira de Ciclismo.  dentre suas principais conquistas, estão duas medalhas de ouro (perseguição individual e velocidade pura) conquistadas durante o Campeonato Brasileiro Júnior de Ciclismo de Pista 2013.

## Morte
Foi atropelado na BR-277, entre Curitiba e o litoral do Paraná e, acometido por uma perfuração no pulmão, faleceu.